# كورتيلاثور
بلدية كورتيلاثور (بالإسبانية: Cortelazor) هي بلدية تقع في مقاطعة ولبة التابعة لمنطقة أندلوسيا جنوب إسبانيا.

## الديموغرافيا
بلغ عدد سكان بلدية كورتيلاثور 301 نسمة عام 2011 (وفقاً للمعهد الوطني الإسباني للإحصاء).
| 338 | 327 | 302 | 289 | 295 | 313 | 301 |